# سیوان
سیوان، روستایی است از توابع بخش مرکزی شهرستان مرند استان آذربایجان شرقی ایران.

## جمعیت
این روستا در دهستان رهال قرار داشته و بر اساس سرشماری سال ۱۳۸۵ جمعیت آن ۲۱۴ نفر (۴۸ خانوار)
بوده‌است. جمعیت روستای سیوان در سال ۱۳۹۵ برابر ۲۲۸ نفر (۶۵ خانوار) بوده.